# Norbert Mauser
Norbert Julius Mauser (* 3. August 1964 in Wien) ist ein österreichischer Mathematiker und Universitätsprofessor an der Universität Wien, der sich mit partiellen Differentialgleichungen beschäftigt.

## Leben
Norbert Mauser studierte technische Mathematik, technische Physik und Astronomie an der TU Wien, der TU Berlin und der Universität Wien. In Wien wurde er 1994 bei Peter Markowich mit der Schrift  Quantum Kinetic Equation and their Classical Limit promoviert und war wissenschaftlich in Frankreich und den USA tätig.
2001 gründete er gemeinsam mit Peter Markowich das Wolfgang Pauli Institut, dessen Direktor er seitdem ist. 2004 wurde es um des Institut CNRS Pauli erweitert. Von 2008 bis 2013 war er im Direktorium der Jungen Kurie der Österreichischen Akademie der Wissenschaften.

## Auszeichnungen
- 1999 START-Preis des Fonds zur Förderung der wissenschaftlichen Forschung
- 2000 Förderungspreis der Österreichischen Mathematischen Gesellschaft